# Oligoenoplus annulicornis
Oligoenoplus annulicornis là một loài bọ cánh cứng trong họ Cerambycidae.